# Teodor Kopcewicz
Teodor Kopcewicz (ur. 9 listopada 1910 w Łukomiu, zm. 8 listopada 1976 w Warszawie) – polski geofizyk, profesor, wykładowca Uniwersytetu Warszawskiego.

## Życiorys
Syn Stanisława. Był absolwentem gimnazjum im. Romualda Traugutta w Lipnie. W 1933 r. ukończył studia na Wydziale Matematyczno-Przyrodniczym Uniwersytetu Warszawskiego broniąc pracę magisterską z fizyki teoretycznej. Po studiach pracował jako młodszy asystent w Zakładzie Fizyki Doświadczalnej UW. W 1936 r. wyjechał, jako stypendysta Funduszu Kultury Narodowej, na studia do Strasburga gdzie pracował pod kierunkiem Edwarda Rothé.
W 1947 r. uzyskał stopień doktora nauk fizycznych, a w następnie w 1951 stopień docenta geofizyki. Podczas pracy na Uniwersytecie Warszawskim wypromował sześciu doktorów, m.in. Krzysztofa Hamana (1962), Anielę Dziewulską-Łosiową (1967) oraz Janusza Borkowskiego (1969).
W 1947 r. był jednym z współzałożycieli Polskiego Towarzystwa Geofizyków z siedzibą w Warszawie.
Zmarł w Warszawie, pochowany na cmentarzu parafialnym w Wyszkowie (tuż za mogiłą pomordowanych w 1920 r.).

## Ordery i odznaczenia
- Krzyż Kawalerski Orderu Odrodzenia Polski (28 września 1954)[1]
- Medal 10-lecia Polski Ludowej (19 stycznia 1955)[4]